# Pinseque
Pinseque é um município da Espanha na província de Saragoça, comunidade autónoma de Aragão. Tem 16,12 km² de área e em 2021 tinha 4 184 habitantes (densidade: 259,6 hab./km²).

## Demografia
| Variação demográfica do município entre 1991 e 2004 | Variação demográfica do município entre 1991 e 2004 | Variação demográfica do município entre 1991 e 2004 | Variação demográfica do município entre 1991 e 2004 |
| --------------------------------------------------- | --------------------------------------------------- | --------------------------------------------------- | --------------------------------------------------- |
| 1991                                                | 1996                                                | 2001                                                | 2004                                                |
| 1363                                                | 1472                                                | 1819                                                | 2197                                                |